# Челидзе, Нодар Андреевич
Нодар Андреевич Челидзе (29 февраля 1964, Кутаиси) — советский и грузинский футболист, защитник и полузащитник.

## Биография
Воспитанник ДЮСШ ГорОНО (Кутаиси). На взрослом уровне начал играть в 1980 году в составе кутаисского «Торпедо» в первой лиге, сыграв 5 матчей на финише сезона. Однко в следующем сезоне, когда «Торпедо» заслужило право на выход в высшую лигу, футболист ни разу не вышел на поле. В высшей лиге дебютировал 26 апреля 1982 года в матче против «Кайрата», отыграв все 90 минут. В 1983 году был регулярным игроком основного состава кутаисского клуба, однако «Торпедо» по итогам сезона вылетело из высшей лиги. Затем футболист вместе со своим клубом ещё раз завоевал право на выход в «элиту» (1984) и вылетел из неё (1986). Всего за 8 сезонов в торпедовском клубе сыграл 121 матч в первенствах СССР и забил 5 голов, из них в высшей лиге — 77 матчей и 2 гола.
В 1988 году перешёл в клуб второй лиги «Локомотив» (Самтредиа).
После выхода грузинских клубов из чемпионата СССР отыграл ещё один сезон в клубе из Самтредиа, переименованном в «Санавардо». Затем играл за клубы «Самгурали», «Шукура», «Саповнела» и на один сезон возвращался в кутаисский клуб (носивший в тот период название «Кутаиси»). Всего в высшей лиге Грузии сыграл 128 матчей и забил 10 голов.